# Ikechukwu Ezenwa
Ikechukwu Ezenwa (* 16. října 1988 Yenagoa) je nigerijský fotbalový brankář momentálně působící v nigerijském týmu Heartland FC.

## Klubová kariéra
Profesionální kariéru začal v roce 2006 v týmu Ocean Boys FC, po dvou letech se stěhoval do konkurenčního Heartland FC.

## Reprezentační kariéra
Byl členem národního týmu do 23 let, který na olympiádě v Pekingu 2008 získal stříbrné medaile. Nezasáhl však do žádného zápasu.